# Nagato Ayumu
Nagato Ayumu (永藤 歩 Nagatō Ayumu, sinh ngày ngày 25 tháng 12 năm 1997) là một cầu thủ bóng đá người Nhật Bản. Anh thi đấu cho Montedio Yamagata.

## Sự nghiệp
Nagato Ayumu gia nhập câu lạc bộ tại J2 League Montedio Yamagata năm 2016.